# Ganz unten
Ganz unten ist ein am 21. Oktober 1985 erstmals erschienenes, international erfolgreiches Buch des Autors und Journalisten Günter Wallraff, das Menschenrechtsverletzungen und Ausländerfeindlichkeit in der Bundesrepublik Deutschland in den frühen 1980er Jahren darstellt. Es war 1985 und 1986 22 Wochen auf Platz 1 der Spiegel-Bestsellerliste.

## Inhalt

Anzeigen wie diese wurden im März 1983 von Wallraff in mehreren Zeitungen geschaltet

Das Werk schildert, wie Günter Wallraff in der Rolle des Türken Levent (Ali) Sigirlioğlu (in späteren Ausgaben Sinirlioğlu genannt) in Deutschland verschiedene Arbeiten annimmt und dabei vielerorts Ausbeutung, Ausgrenzung, Missachtung und Hass erfährt.
Wallraff schreibt im Vorwort zu seinem Buch, für das er ab März 1983 zwei Jahre lang recherchierte:

„Sicher, ich war nicht wirklich ein Türke. Aber man muß sich verkleiden, um die Gesellschaft zu demaskieren, muss täuschen und sich verstellen, um die Wahrheit herauszufinden.
Ich weiß immer noch nicht, wie ein Ausländer die täglichen Demütigungen, die Feindseligkeiten und den Haß verarbeitet. Aber ich weiß jetzt, was er zu ertragen hat und wie weit die Menschenverachtung in diesem Land gehen kann.
Ein Stück Apartheid findet mitten unter uns statt – in unserer ‚Demokratie‘.
Die Erlebnisse haben alle meine Erwartungen übertroffen. In negativer Hinsicht. Ich habe mitten in der Bundesrepublik Zustände erlebt, wie sie eigentlich sonst nur in den Geschichtsbüchern über das 19. Jahrhundert beschrieben werden.“

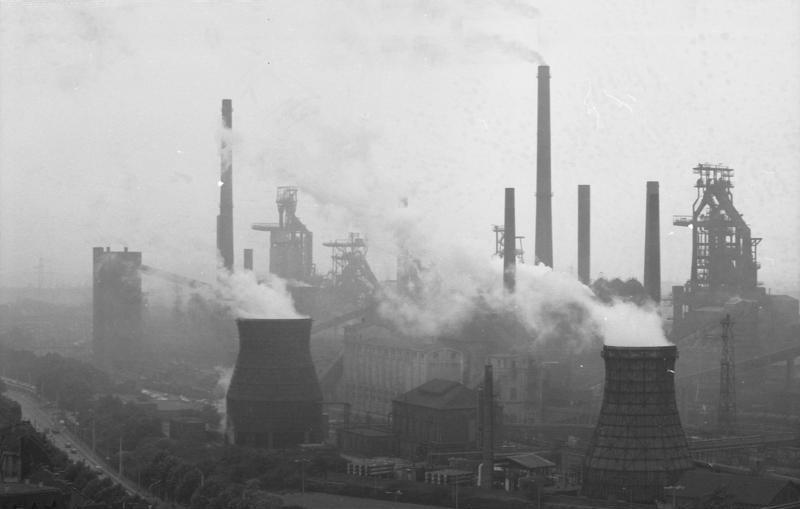
Das Thyssen-Stahlwerk in Duisburg, in dem Wallraff arbeitete

Wallraff musste als Ali Sinirlioğlu bei verschiedenen bekannten Unternehmen schwerste Arbeiten für geringe Stundenlöhne ausführen, schikaniert von deutschen Kollegen, ohne Sicherheitsvorkehrungen, bisweilen ohne Papiere, Sozial- oder Krankenversicherung, nicht selten mehrere Schichten hintereinander. Wo deutsche Kollegen Schutzkleidung bekamen (zum Beispiel bei Kanalarbeiten bei Temperaturen unter null Grad), erhielt er keine; Wallraff schildert in diesem Zusammenhang auch, wie türkische Arbeiter in Atomkraftwerken bei ihren Tätigkeiten gefährlich hohe Strahlendosen in Kauf nehmen sollten. Hierzu führte ein von Wallraff engagierter Schauspieler als angeblicher Vertreter des Kernkraftwerks Würgassen ein fingiertes Gespräch mit einem der Arbeitgeber Wallraffs. Dabei wurde von einer (fiktiven) Panne gesprochen, die nur mit erheblicher Strahlenbelastung der Arbeiter zu beseitigen sei. Wallraffs Arbeitgeber sagte trotzdem zu, entsprechende Kräfte zu beschaffen.
Viele türkische Arbeiter hatten kaum eine Chance, sich gegen solche Unmenschlichkeiten zu wehren, hielten sie sich doch illegal in Deutschland auf oder standen vor der Ausweisung. Der Autor berichtet von sich selbst, seine Gesundheit sei noch lange Zeit nach den Recherche-Arbeiten durch die Tätigkeiten, die er als Ali Sinirlioğlu, wenn auch nur kurzzeitig, durchführen musste, stark angegriffen gewesen. Hinzu kamen auch die Nachwirkungen von Medikamentenversuchen, an denen er gegen Bezahlung teilgenommen hatte, wobei die durchführenden Institute den Probanden die Nebenwirkungen teilweise verschwiegen.
Nicht nur auf seinen verschiedenen Arbeitsstellen, auch im täglichen Leben, selbst wenn er fließend Deutsch sprach und selbst noch wenn er bei einem Fußballspiel der deutschen Nationalmannschaft gegen die Türkei nur die deutschen Spieler anfeuerte, musste Wallraff mit seinem südländischen Erscheinungsbild Demütigungen wie „Sieg-Heil“-, „Deutschland-den-Deutschen“- und „Türken-raus“-Anfeindungen ertragen, es wurden ihm Zigaretten ins Haar geworfen und Biere über den Kopf gegossen.
Auch bei weiteren Gelegenheiten, die nicht unbedingt etwas mit der Arbeitswelt zu tun hatten, erfuhr er Ausgrenzung als Türke, beispielsweise, indem er bei katholischen Pfarrern um die Taufe nachsuchte oder in einem Bestattungsinstitut die eigene Beerdigung – wegen einer tödlichen Erkrankung durch mangelnden Arbeitsschutz – organisieren wollte.
Aus seinem Inhalt erklärt sich die Titelwendung des Buches, die mit „ganz unten“ die Grauzonen der bundesdeutschen Arbeitswelt, in denen Wallraff recherchiert, meint, wo es (dem Klappentext der Erstausgabe folgend) „vom Arbeitsmarkt zum Sklavenmarkt nur ein Schritt ist, wo Arbeit tödlich werden kann und der Mensch aufhört, Mitmensch zu sein“, aber auch die unterste Stufe in der Hierarchie einer Gesellschaft.

## Aufbau
Das reportageartige Buch besteht aus dreizehn Kapiteln. In diesen gibt Wallraff seinen Erfahrungsbericht wieder; in Unterkapiteln flicht der Autor immer wieder Erlebnisse und Biografien anderer Kollegen ein, die als Erzählung in der Erzählung oder als dialogische Gesprächswiedergabe erscheinen. Deutlich abgesetzt vom ansonsten nie unterbrochenen Bericht Alis/Wallraffs collagiert Wallraff zudem ergänzende Sachinformationen in den Text.

## Ausgaben
Nach der Erstausgabe, die mit einer Prozessflut (unter anderem einer Unterlassungsklage von Thyssen) bedacht wurde, erschienen mehrere überarbeitete Neuauflagen, in denen bis dahin unveröffentlichtes Recherchematerial gestrichene Passagen auffüllte; seit 1988 erscheint Ganz unten „Mit einer Dokumentation der Folgen“ im Anhang. Das Buch wurde in 30 Sprachen übersetzt; der deutsche Verlag Kiepenheuer & Witsch publizierte neben der Originalausgabe auch eine türkischsprachige Ausgabe. Ganz unten erschien auch in der DDR in mehreren Auflagen.

## Wirkung

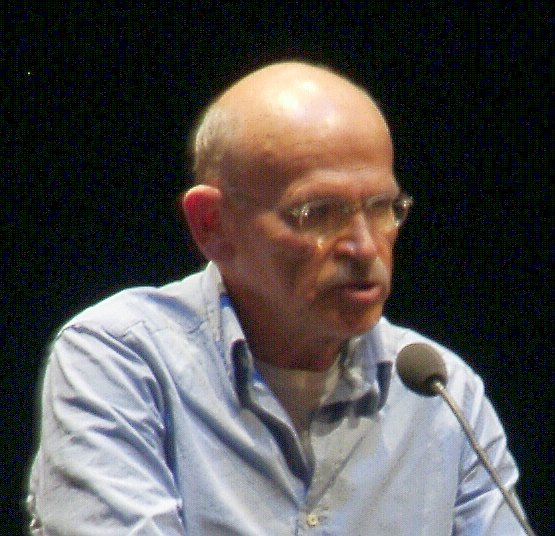
Günter Wallraff in einer Podiumsdiskussion bei den Jugendmedientagen 2006

Ganz unten brachte seinem Autor Beschimpfungen, wie „sozialistischer Hetzer“ und „Nestbeschmutzer“, Bespitzelungen und Klagen ein. Unbestreitbar ist, dass die Erfahrungsberichte Wallraffs als Türke Ali weite Teile der deutschen Gesellschaft aufgerüttelt haben: Ganz unten verkaufte sich in den ersten sechs Wochen nach seinem Erscheinen bereits 1,6 Millionen Mal. Auch leitete das dem Investigativjournalismus zuzurechnende Werk ein generelles Umdenken der Deutschen beim Umgang mit in Deutschland lebenden und arbeitenden Menschen ausländischer Abstammung ein. Konkrete politische Auswirkungen hatte das Buch in Bezug auf das mit ihm bekanntwerdende Procedere der Subunternehmer: Gesetzgebung und Sicherheitsbestimmungen wurden in diesem Zusammenhang verschärft. In der Arbeitswelt folgte die feste Einstellung vieler Leiharbeiter, zumindest bei Thyssen.
Auf der anderen Seite hat Ganz unten mit seiner einseitig-drastischen Darstellung auch neue Vorurteile gegenüber Türken in Deutschland geschaffen bzw. verstärkt, indem das Buch sie generell in eine Opferrolle drängte. In diesem Zusammenhang rückte schlechtes Gewissen und von Mitleid geprägtes Wohlwollen in den Vordergrund im Umgang der Deutschen mit türkischen Migranten. Die Schriftstellerin Aysel Özakin bemängelte 1986 in einem Zeitschriftenartikel auch die instrumentalisierende Verwendung des „Türken“ in Ganz unten, um ein spezielles Anliegen zu transportieren, und fragte: „Sind wir alle nur unterdrückt und naiv?“ In der Tat zeichnet Wallraffs Werk kein differenziertes Bild türkischer Migranten, sondern bedient die damals bereits vorherrschende Tendenz auf deutscher Seite, die erste Generation der türkischen Einwanderer fälschlicherweise als einförmige, wenig intellektuelle Masse wahrzunehmen. 1997 nahm ein in der Türkei erschienenes Handbuch über die wichtigsten türkischstämmigen Unternehmer in Deutschland direkten Bezug auf Wallraffs Buchtitel: En Üsttekiler (deutsch: ‚Die ganz oben‘).

### Sekundärliteratur
Ganz unten zog Folgeveröffentlichungen anderer Autoren nach sich, zum Beispiel Thyssen gegen Wallraff oder: Bericht über den Versuch, einen Autor durch Prozesse und Rufmord zum Schweigen zu bringen (1988) von Frank Berger mit einem Essay von Hans-Ulrich Jörges, Die Reise ins Souterrain (1987) von Bodo Rollka, Ali – Phänomene um einen Bestseller (1986) von Heinz Klaus Mertes oder die von Christian Linder schon ab 1986 herausgegebene, ständig erweiterte Sammlung In Sachen Wallraff, die Berichte, Analysen, Meinungen u. Dokumente auch zu anderen Werken des Autors enthält.
In philosophischer Orientierung hat neuerdings Frank Biess an „bisher vernachlässigte deutsch-türkische Kritik“ erinnert und mit Eberhard Ostermann („Ali Wallraff“) Erkenntnispotentiale Neuer Unübersichtlichkeit (Habermas, 1985) unterstrichen.

### Verfilmung
Kurz nach der Veröffentlichung des Buches erschien auch der zugehörige 100-minütige Dokumentarfilm Ganz unten unter der Regie von Jörg Gfrörer, der heimlich gedrehte Dokumentaraufnahmen zu Wallraffs Undercover-Recherchen mit nachträglich entstandenen Interviews montierte. Der von Radio Bremen koproduzierte Film wurde in der Bundesrepublik am 20. Februar 1986 uraufgeführt und lief international erfolgreich in den Kinos. Er wurde bei Filmfestivals gezeigt und mehrfach mit Preisen ausgezeichnet, unter anderem erhielt er eine besondere Erwähnung als bester Dokumentarfilm auf dem Valladolid International Film Festival 1987. Von der Filmbewertungsstelle Wiesbaden erhielt der Film das Prädikat „besonders wertvoll“.
Laut filmportal.de erreichten die Dokumentarfilme, die sich mit den Problemen der ersten Migrantengeneration befassten, mit Ganz unten „eine Art thematischen Höhe- und Endpunkt – denn drastischere (Dokumentar-)Bilder konnte man für die Diskriminierung der ausländischen (vorwiegend türkischen) Arbeiter kaum finden.“

## Auseinandersetzungen um die Autorenschaft
Der Journalist Uwe Herzog, der an den Recherchen zum Buch beteiligt war, behauptete bereits 1987, etwa 28 der 256 Seiten des Werks seien ausschließlich von ihm „recherchiert und geschrieben worden“. Am 22. April 2012 erneuerte Herzog diese Vorwürfe. In einem Interview mit der Welt am Sonntag bezeichnete er sich als „Ghostwriter von Wallraff“ und gab an, dass seine Texte sich auf 40 Seiten des Buchs finden würden. Er habe sich für seine Mitarbeit am Buch mit Günter Wallraff außergerichtlich auf eine Zahlung von rund 100.000 Mark geeinigt. Darüber hinaus habe ein weiterer Mitarbeiter von Wallraff wichtige Passagen des Buches geschrieben, dies allerdings später in der Öffentlichkeit abgestritten.